# Sur Combe
Sur Combe är en bergstopp i Schweiz. Den ligger i distriktet Gruyère och kantonen Fribourg, i den sydvästra delen av landet, 50 km söder om huvudstaden Bern. Toppen på Sur Combe är 2 376 meter över havet.